# Willem van Hanegem
Willem van Hanegem, detto Wim (Breskens, 20 febbraio 1944), è un allenatore di calcio, ex calciatore e commentatore sportivo olandese, di ruolo centrocampista.

## Biografia
Crebbe ad Utrecht con la madre Anna e tre fratelli, dopo la strage nel suo paese natio in cui perse il padre, tre fratelli e altri parenti. Nell'estate del 1944 l'esercito tedesco era in fuga verso nord da Calais ai Paesi Bassi. L'11 settembre gli Alleati bombardarono la Wehrmacht nei pressi di Breskens. Il padre Lo e il fratello Izaak si nascosero in un rifugio che fu colpito e morirono entrambi. Van Hanegem ha poi perso un altro fratello e una sorella durante la guerra. Era noto per la durezza e l'impeto nelle partite contro le squadre tedesche; il suo odio è stato riassunto dopo la finale dei Mondiali 1974:
Nella partita (era il 7 luglio 1974 alle ore 16:00) giocava allo stadio olimpico bavarese di Monaco anche il "collega" Wim Suurbier, proveniente dalla medesima regione di  van Hanegem, anch'egli ha perso famigliari, vittime della follia nazista. Lui è uno dei dodici apostoli dell’Ajax che sta dominando il mondo ma è il dissidente del gruppo. Gli altri insistono che è solo una partita di calcio. Lui non la pensa come gli altri, Wim Van Hanegem aggiunge che non bisogna solo vincere. Dobbiamo "punirli, umiliarli e ridicolizzati".

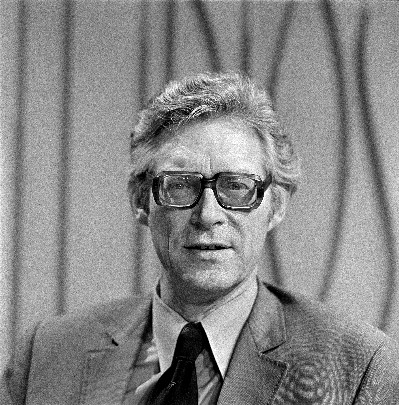
Herman Kuiphof (1919-2008) celebre giornalista sportivo televisivo olandese. La partita contro la Germania si concluderà con il 2-1. (foto del 1978)

Herman Kuiphof, celebre commentatore della tv olandese si trova per la prima volta a commentare in diretta un evento sportivo di rilievo mondiale ed è durante il quale che pronuncerà una frase storica che sarà in seguito citata e ricordata divenendo addirittura un titolo per i libri, testi di canzoni e nomi di gruppi rock: 
La partita finisce con quel gol decisivo dell'attaccante Gerd Müller che farà  dire la frase divenuta storica e spesso citata quando si riferiscono 
al giornalista sportivo Kuiphof.
Al rientro negli spogliatoi dopo i primi 45 minuti Van Hanegem tira il pallone in faccia all’arbitro inglese Jack Taylor che si sbaglia e ammonisce Johan Cruijff al suo posto.
Rivedendo il secondo tempo si capisce che c’è qualcosa che non va.
Dopo la partita (vincerà la Germania 2-1) Van Hanegem lascerà il campo in lacrime.
Vive con la moglie Marianna e figli ad Overveen, Olanda settentrionale, facente parte del comune di Bloemendaal.

## Caratteristiche tecniche
Centrocampista completo, giocava da regista davanti alla difesa. Per le sue gambe arcuate, sempre leggermente flesse, il particolare e sgraziato incedere caracollante, col mento sul petto, Van Hanegem era soprannominato "de Kromme", che si può tradurre come "il curvo" o "il gobbo". Tosto di carattere, roccioso e senza paura nei contrasti, si ergeva per lucidità tattica, perfetti lanci con l'esterno del piede sinistro (era chiamato anche "Crooked", "il rovescio"), assist e reti decisive, sovente su calcio di punizione. Di singolare rilievo la sua capacità di trasformare i calci piazzati: con soli uno o due passi di rincorsa riusciva a segnare nei calci di punizione imprimendo alla sfera velocità elevatissime. L'unica carenza era una certa lentezza e mancanza di ritmo.

## Carriera
Van Hanegem nei Paesi Bassi è ampiamente considerato come uno dei migliori giocatori olandesi di sempre. Ha giocato per Velox, Xerxes, Feyenoord, AZ Alkmaar, Chicago Sting, Utrecht e ha chiuso la carriera agonistica ancora tra i " Rotterdammers". Col Feyenoord ha vinto tre campionati (1969, 1971, 1974), nel 1970 la prima Coppa dei Campioni olandese (2-1 al Celtic) e la Coppa Intercontinentale contro l'Estudiantes; un suo gol risolse la finale di ritorno col Tottenham Hotspur (2-2 e 0-2) nella Coppa UEFA nel 1974.
Antagonista di Cruijff nella rivalità tra Feyenoord e Ajax, in Nazionale è il suo alter ego a centrocampo; gioca titolare nell'Arancia Meccanica consacrata nei Mondiali 1974, persi in finale coi tedeschi.
All'Europeo del 1976 nella drammatica semifinale con la Cecoslovacchia, "la battaglia di Zagabria", viene espulso dopo le contestazioni sul gol dell'1-2 per essersi rifiutato di rispondere al richiamo dell'arbitro.
Nel 1978 ha rinunciato ai Mondiali argentini probabilmente perché alcuni compagni non volevano dividere i soldi degli sponsor e dei premi partita come invece era accaduto nei mondiali precedenti con la gestione Cruijff. Con l'Olanda ha totalizzato 52 partite con 6 gol.
Dopo il ritiro nel 1983 - con 474 partite di campionato e 125 gol - ha proseguito nello staff tecnico del Feyenoord fino al 1986. Poi è passato all'Utrecht come assistente, prima di allenare il Wageningen. Nel 1992 è tornato a Feyenoord come allenatore vincendo subito il campionato, e poi la Coppa d'Olanda nel 1994 e 1995.
Dopo una stagione al club arabo Al-Hilal è tornato in patria ad allenare AZ Alkmaar e Sparta Rotterdam. In seguito ha fatto parte del settore tecnico della nazionale olandese. Nel luglio 2007 diventa tecnico dell'Utrecht ma viene licenziato alla fine dell'anno seguente.
Van Hanegem è stato un analista per l'emittente Canal +. Nel 2004 ha iniziato come analista presso la televisione di Stato olandese NOS. Dalla stagione 2005/2006 ha anche lavorato in qualità di esperto al programma Voetbal Insite e commentato le partite di Eredivisie per RTL7 in diretta il Venerdì. Oggi Van Hanegem lavora come esperto di Ziggo Sport.

## Curiosità
Nel 1972 rinunciò al trasferimento all'Olympique Marsiglia, dove avrebbe guadagnato 10 volte di più. Mise ai voti con la moglie e i due figli, ma finì pari; allora disse: "Aspettiamo che si pronunci il cane, se abbaia rimaniamo a Rotterdam". Il cane abbaiò e Van Hanegem restò al Feyenoord.
Riguardo al calcio totale ha dichiarato: "Tutti parlano dell'Ajax, ovviamente, ma loro avevano soprattutto le individualità, noi eravamo già un collettivo. Il merito vero della nascita del "calcio olandese" non è degli olandesi in senso stretto, ma di Ernst Happel, il nostro coach di allora. Michels non aveva alcuna responsabilità nel gioco dell'Olanda, eravamo noi giocatori a decidere, praticamente improvvisammo sempre, continuamente. Non era calcolo né preparazioni particolari, era un momento magico di un gruppo nato per caso, sedimentato con una colla mai più rinvenuta in natura, né mai prodotta in laboratorio.
Durante la finale dei Mondiali del 1974 giocati in Germania Ovest, fu protagonista di un singolare episodio. Dopo i primi 45', al rientro negli spogliatoi, in un eccesso di nervosismo Van Hanegem scagliò il pallone verso l'arbitro inglese Taylor che tuttavia ammonì il capitano Johan Cruijff dopo un'animata discussione. Racconta lo stesso Van Hanegem che nella finale contro i tedeschi "perdemmo per ragioni storiche, la nostra nazionale era spaccata in due: da una parte c'era chi voleva umiliare la Germania nel suo salotto, dall'altra chi, sentendosi comunque superiore, non voleva arrivare a tanto. Io ero nel primo gruppo."
Da una statistica stilata dal giornalista Chris Wlhelmsen risulta che in patria è considerato il secondo migliore oranje di sempre alla pari con Van Basten, dietro al solito Cruijff.
Suo figlio William jr. è un famoso artista della musica dance elettronica. Insieme a Ward van der Harst forma il duo di DJ W&W.
Il suo settantesimo compleanno è stato celebrato al De Kuip, lo stadio del Feyenoord.

## Palmarès

### Competizioni nazionali
- Campionato olandese: 3

Feyenoord: 1968-1969, 1970-1971, 1973-1974
- Coppa dei Paesi Bassi: 2

Feyenoord: 1969
AZ: 1978

### Competizioni internazionali
- Coppa dei Campioni: 1

Feyenoord: 1969-1970
- Coppa Intercontinentale: 1

Feyenoord: 1970
- Coppa UEFA: 1

Feyenoord: 1973-1974

### Allenatore

#### Club

##### Competizioni nazionali
- Campionato olandese: 1

Feyenoord: 1992-1993
- Coppa dei Paesi Bassi: 2

Feyenoord: 1993-1994, 1994-1995